# Anna Morozova
Anna Afanásievna Morozova (en ruso: Анна Афанасьевна Морозова; 23 de mayo de 1921 – 31 de diciembre de 1944) fue una partisana soviética que combatió en la Segunda Guerra Mundial, más tarde se unió al Ejército Rojo y recibió póstumamente el título de Héroe de la Unión Soviética el 8 de mayo de 1965 por sus actividades de resistencia.

## Biografía

### Infancia y juventud
Anna Morozova nació el 23 de mayo de 1921 en el seno de una familia de campesinos rusos en la aldea de Polyana, en ese momento dentro de la gobernación de Kaluga. Se mudó en 1936 a Briansk cuando su padre consiguió un trabajo como gerente de una sastrería. Después de graduarse de los ocho grados de la escuela secundaria, estudió para convertirse en contadora. En 1938 fue contratada para trabajar como telefonista hasta que su trabajo ya no fuera necesario. En noviembre de 1939 trabajó en una sastrería hasta que comenzó a trabajar para la Fuerza Aérea Soviética.

### Segunda Guerra Mundial
Poco después de la invasión alemana de la Unión Soviética en 1941, el ejército alemán tomó el control de la ciudad natal de Morozova, Seshcha, el 9 de agosto. Después de que los alemanes tomaron el aeródromo donde trabajaba, expulsaron a la 9.ª Brigada de Aviación de Bombarderos Pesados de las Fuerzas Aéreas Soviéticas del campo y estacionaron aproximadamente 300 bombarderos alemanes de la Luftflotte 2 en su nueva base aérea. Los ocupantes alemanes utilizaron la base aérea durante los bombardeos de Moscú y otras ciudades importantes. La Dirección Principal de Inteligencia de la Unión Soviética necesitaba desesperadamente información sobre el estado de la base aérea estratégicamente importante que había sido tomada por la Luftwaffe. Para obtener tal inteligencia para el Ejército Rojo, los miembros de la resistencia crearon una organización clandestina de reconocimiento en Briansk para infiltrarse en la base aérea. Morozova regresó a Seshcha para trabajar encubierta en la base aérea como lavandera, donde terminó encontrándose con varios de sus amigos de la escuela que no pudieron salir de la ciudad a tiempo. Ella los invitó a unirse a su grupo partisano; desde la primavera de 1942 hasta septiembre de 1943 operaron como parte de la 1.ª Brigada Partisana «Kletnyanskaya», espiando a las fuerzas enemigas, saboteando y destruyendo por completo los aviones de la Luftwaffe y desactivando el equipo de tierra. La brigada finalmente se convirtió en una organización de resistencia internacional, que abarcaba la Unión Soviética, Polonia y Checoslovaquia. Cuando la unidad consiguió minas terrestres magnéticas, las utilizó para destruir veinte aviones, seis trenes y dos almacenes de municiones. La unidad transfirió información sobre las especificaciones de los tanques Tiger, los documentos de identificación de los soldados alemanes y la tecnología médica. La información que Morozova proporcionó a la Fuerza Aérea aseguró que los bombarderos soviéticos atacaran la base aérea correcta donde estaban estacionados los alemanes en lugar de una base ficticia construida por los alemanes. Más tarde, otros partisanos usaron la información que ella reunió para asaltar la base aérea, matando a unos 200 aviadores alemanes y 30 automóviles.
En septiembre de 1943, Morozova abandonó el movimiento partisano y se unió al Ejército Rojo después de que las fuerzas soviéticas retomaran el control de Seshcha en la operación para recuperar Briansk. El 10.º Ejército soviético le otorgó la Medalla al Valor y la Orden de la Estrella Roja por sus actividades en el movimiento partisano. Después de unirse al Ejército Rojo y graduarse de los cursos de operador de radio en julio de 1944, fue enviada a Polonia como parte del 10.º Ejército en Polonia, utilizando el seudónimo de «Swan». A finales de 1944 fue asignada a una unidad partisana soviético-polaca. El 31 de diciembre de 1944, después de que resultara gravemente herida en la batalla cuando una bala le destrozó la muñeca, se suicidó con una granada para evitar ser capturada, acabando con su vida y matando a dos soldados de las SS.

## Reconocimientos

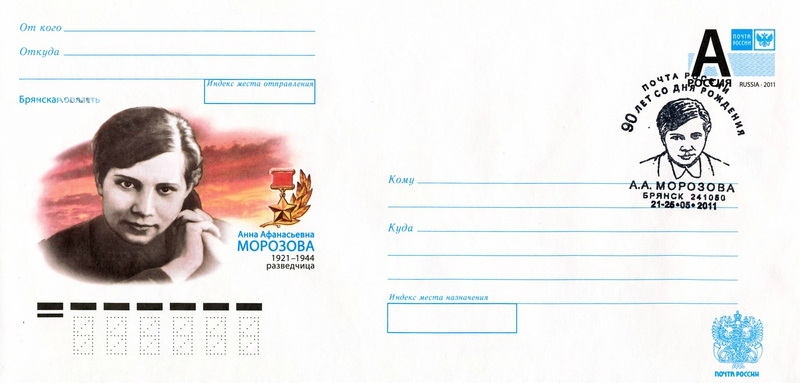
Tarjeta postal emitida por Rusia en 2011

La imagen de Morozova apareció en un sello postal de la Unión Soviética de 1966 y en una tarjeta postal de la Federación de Rusia (derecha). Múltiples calles en Briansk llevan su nombre y fue declarada póstumamente Héroe de la Unión Soviética en 1965. Además recibió las siguientes condecoraciones:
- Héroe de la Unión Soviética
- Orden de Lenin
- Orden de la Estrella Roja
- Medalla al Valor
- Orden de la Cruz de Grunwald de 2.do grado (Polonia)

## Véase también

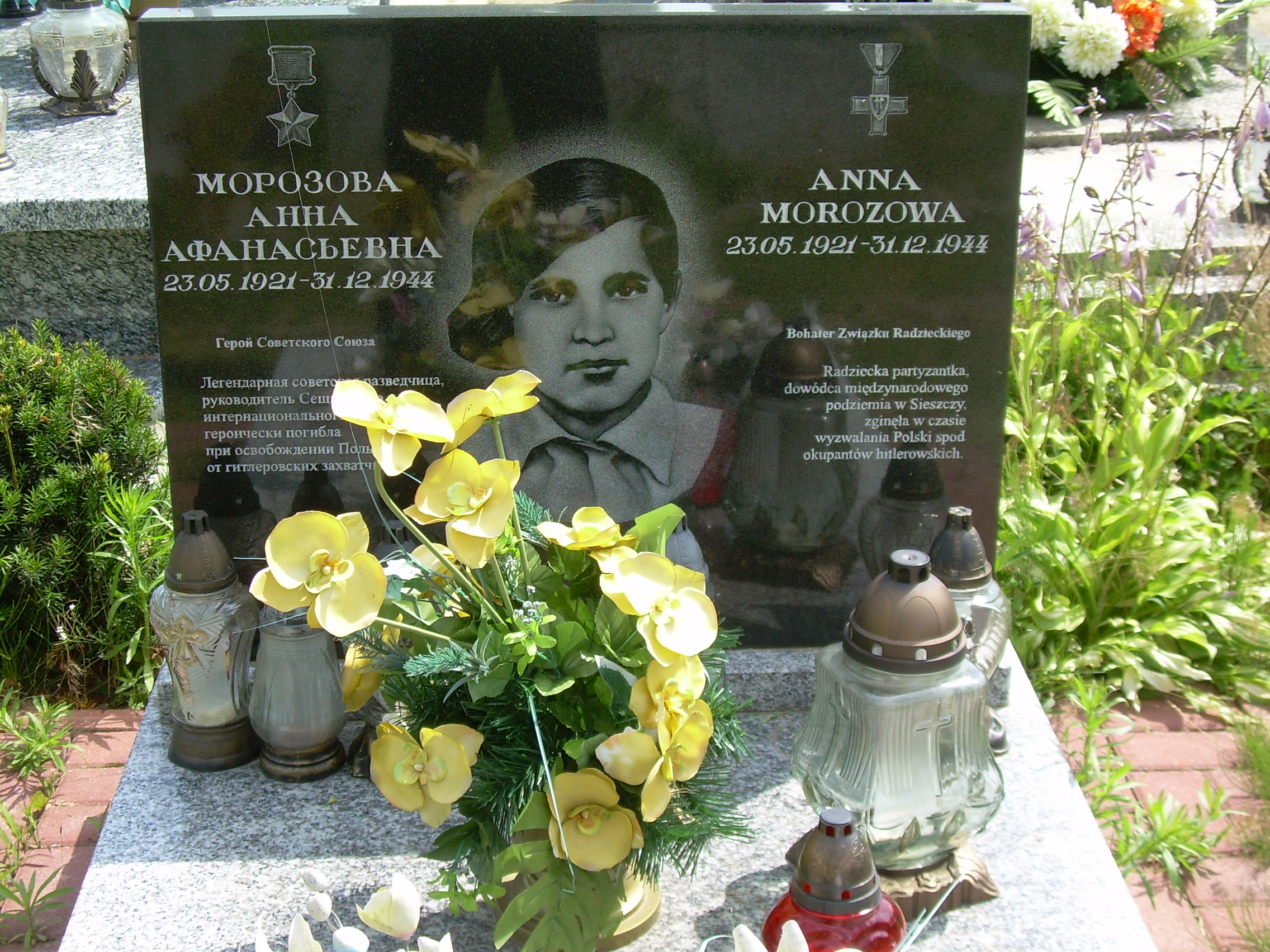
Tumba de Anna Morozova en la aldea polaca de Gradzanowo Kościelne

### Listas relacionadas
- Lista de heroínas de la Unión Soviética